# Halsted Kirke
Halsted Kirke är en kyrka som ligger bredvid Halsted Kloster på nordvästra delen av ön Lolland.

## Kyrkobyggnaden
År 1177 omnämns kyrkan för första gången och därför äldre än Halsted Kloster. Åren 1868-1877 genomfördes en stor ombyggnad då nuvarande kyrktorn uppfördes och ersatte ett torn i gotisk stil.
Kyrkan består av ett långhus med kyrktorn i väster och ett långt flersidigt kor i öster. Vid långhusets norra sida finns ett vidbyggt kapell.

## Inventarier
- Dopfunten av kritsten har tillkommit omkring år 1750.
- Predikstolen är tillverkad år 1636 av Jørgen Ringnis.
- Ett altarskåp / triptyk är från medeltiden. På korets norra vägg hänger en altartavla i rokokostil som tillkom omkring år 1750.

## Galleri

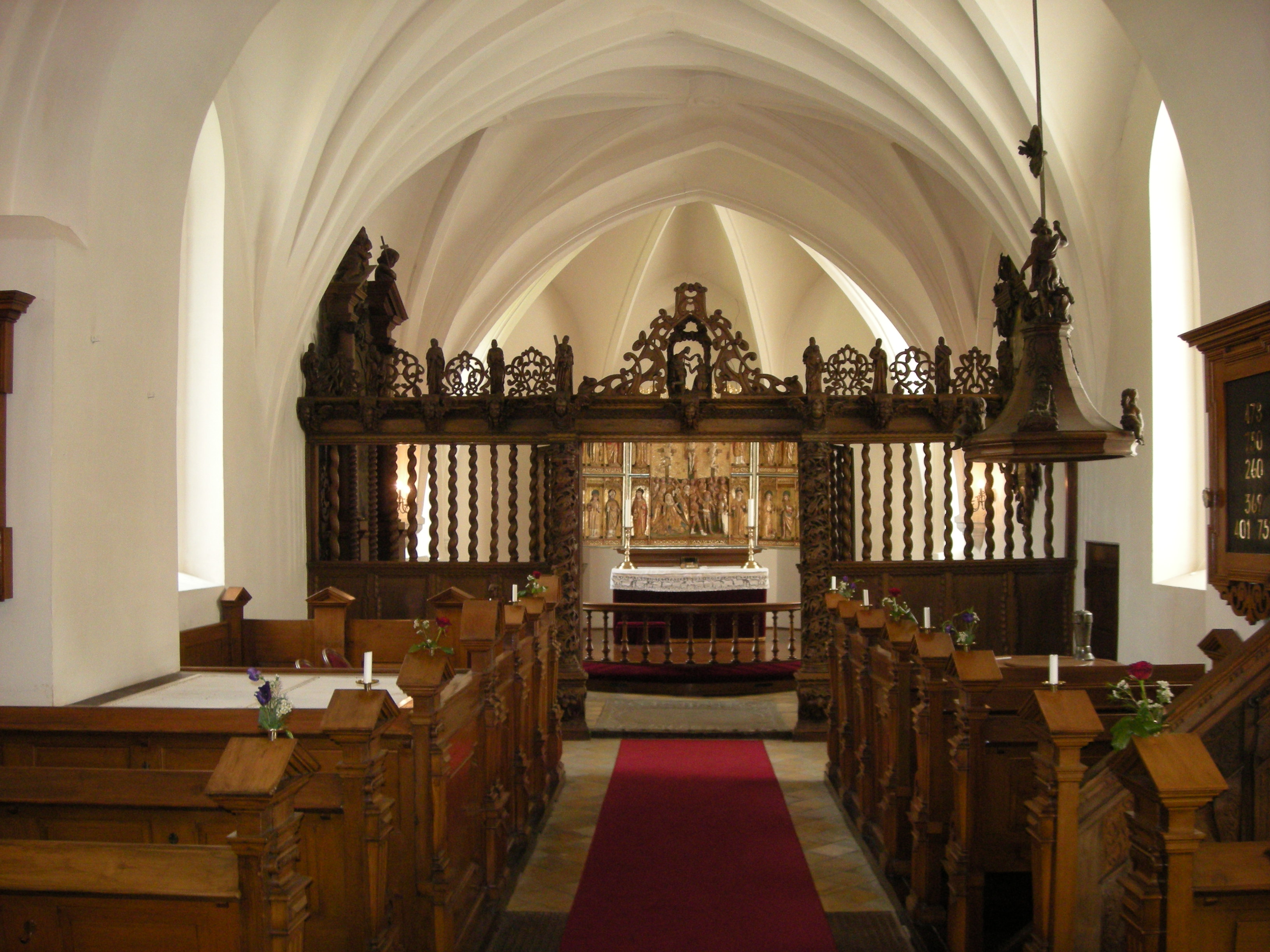
Koret med korskrank.
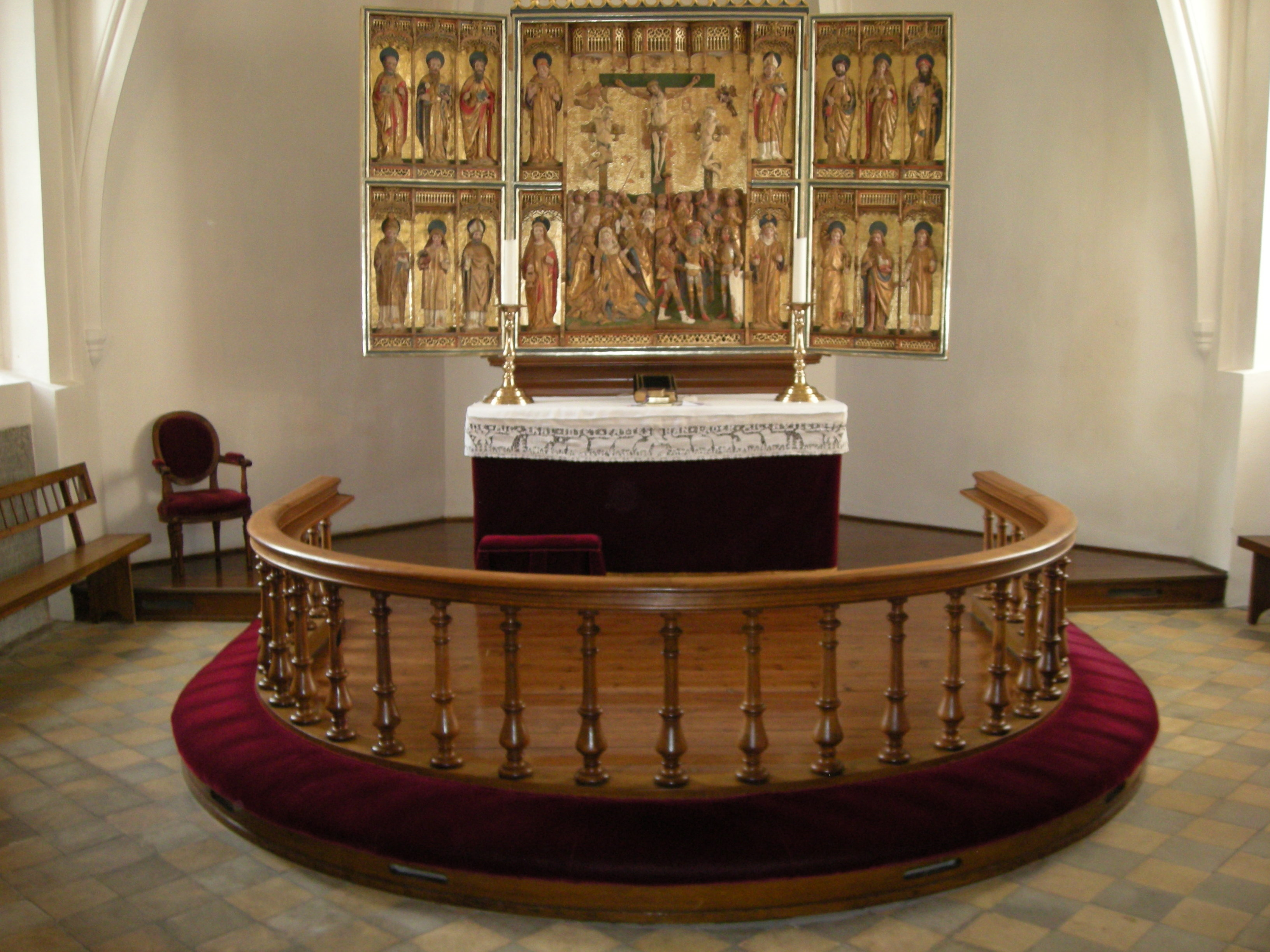
Altare med altarskåp.
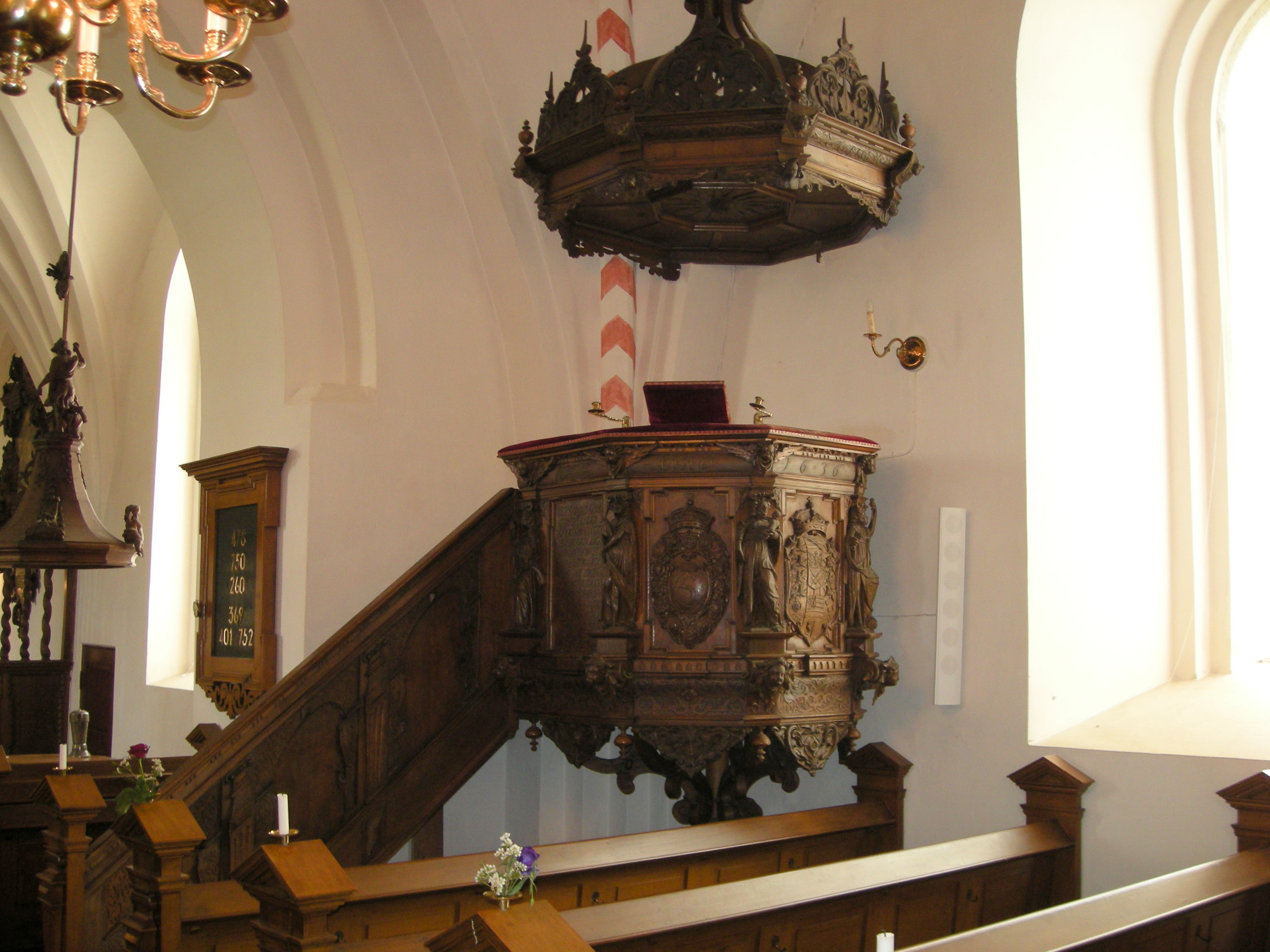
Predikstolen.
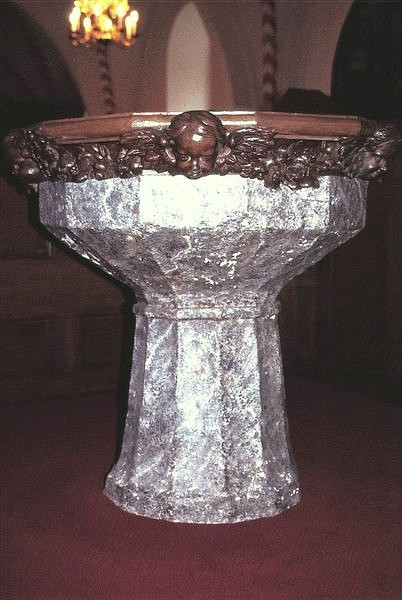
Dopfunten.
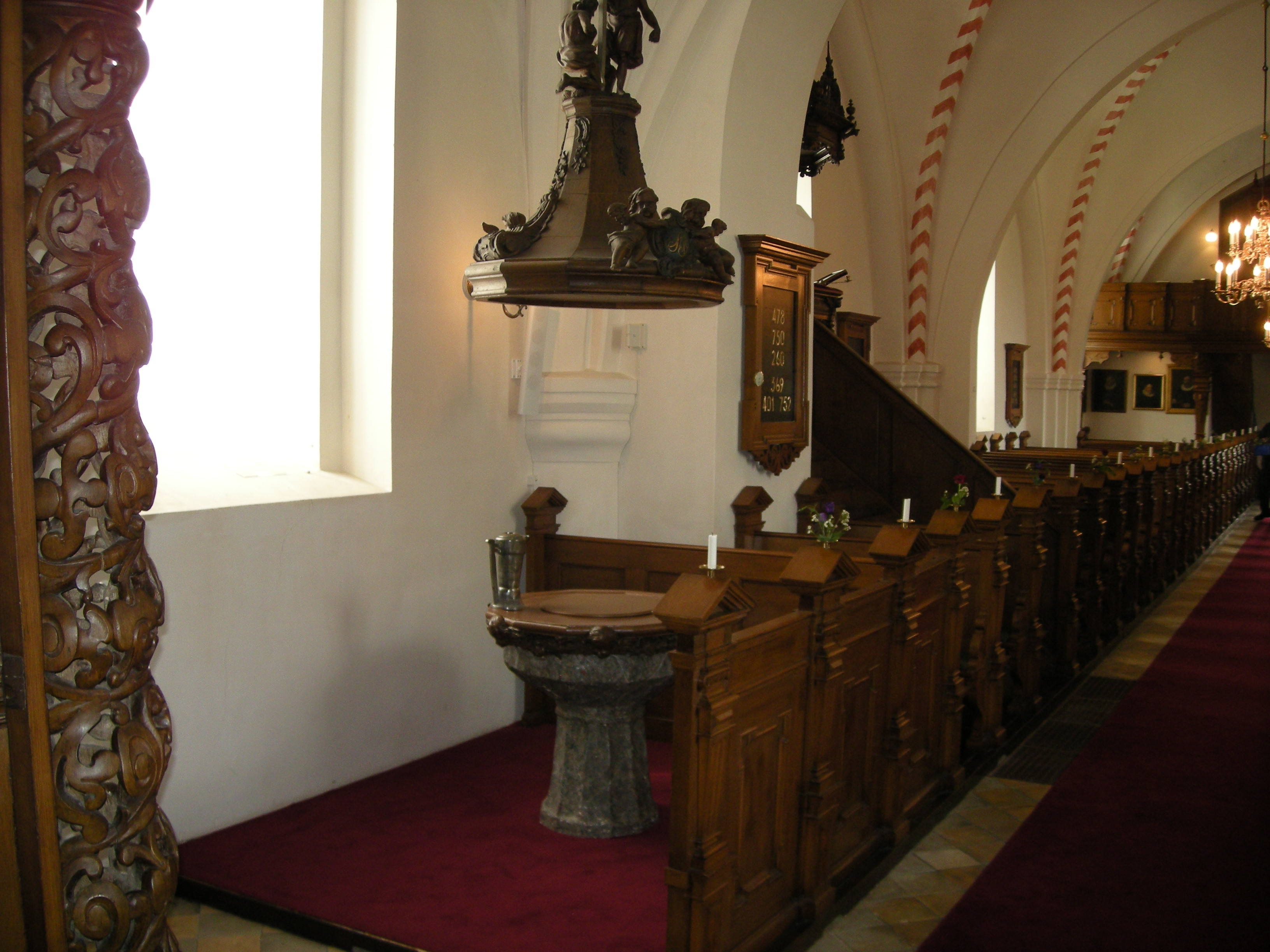
Dopplats.